# Wohn- und Geschäftshaus Hauptstraße 16
Das Wohn- und Geschäftshaus Hauptstraße 16, in der Nähe zur Oste im Ortskern, in der niedersächsischen Samtgemeinde Land Hadeln, Gemeinde Oberndorf im Landkreis Cuxhaven, wurde 1896 errichtet. Aktuell (2024) wird es als Wohn- und Geschäftshaus genutzt.
Das Gebäude steht unter Denkmalschutz (siehe auch Liste der Baudenkmale in Oberndorf (Oste)).

## Beschreibung
Das zweigeschossige traufständige verklinkerte Gebäude in Backstein mit schiefergedecktem Satteldach, zwei großen Schaufenstern und dem mittigen Ladeneingang stammt von 1896. Die historisierenden Fassaden im Stil der Gründerzeit wurden gestaltet durch Trauf- und Geschossgesimse, Ortgängen sowie First- und Giebelstaffeln und segmentbogigen Fensteröffnungen.
Das Landesdenkmalamt befand u. a.: „… zeittypischer Wohn-/ und Geschäftshausbau des späten 19. Jahrhunderts …“